# スヴァルナサハカリ銀行
スヴァルナサハカリ銀行（英語: Suvarna Sahakari Bank）は、マハラシュトラ州プネーに本拠を置く、1969年の設立から2009年の解散まで運営されていたインドの民間協同組合銀行。
1969年にDnyaneshwar Agasheによって設立されたこの銀行は、2006年から2008年の間に詐欺事件に関与した中心として最も有名で今日、インドの銀行セクターで広く引用されています。

## 2008年の詐欺の申し立て
- バックグラウンド
- 申し立てと逮捕
- 余波